# Consejo Legislativo de Queensland
El Consejo Legislativo de Queensland fue la cámara alta del parlamento en el estado australiano de Queensland. Fue un organismo completamente designado que asumió el cargo por primera vez el 1 de mayo de 1860. Fue abolido por la Ley de Enmienda de la Constitución de 1921, que entró en vigor el 23 de marzo de 1922.
En consecuencia, la Asamblea Legislativa de Queensland es el único parlamento estatal unicameral de Australia. Dos territorios, el Territorio del Norte y el Territorio de la Capital Australiana, también mantienen parlamentos unicamerales.
La mayoría de los primeros miembros del Consejo procedían de familias adineradas, tenían una buena educación y nacieron en Inglaterra. El absentismo fue un problema en los primeros años, ya que algunos miembros regresaron a Inglaterra y estuvieron ausentes durante varios años.

## Abolición
El Consejo Legislativo fue visto por el Partido Laborista como antidemocrático y una herramienta de patrocinio, y tras el establecimiento de una segura mayoría laborista en la Asamblea en 1915, los laboristas buscaron la abolición de la institución. Los proyectos de ley para este propósito fueron rechazados por el propio Consejo en 1915 y 1916, y un referéndum fracasó el 5 de mayo de 1917 con una votación de 179.105 frente a 116.196. En 1920, el gobierno del primer ministro Ted Theodore cambió de rumbo y convenció al gobernador de Queensland de que nombrara miembros laboristas adicionales del Consejo, asegurando así una mayoría en esa Cámara.
El proyecto de ley de abolición finalmente fue aprobado por la Asamblea en una votación de 51 a 15 el 24 de octubre de 1921. Luego, el líder del Gobierno en el Consejo, Alfred James Jones, presentó el proyecto de ley al Consejo, quien comentó: "Hasta que tuvimos una mayoría aquí, [el Consejo] obstruía, y ahora que tenemos una mayoría aquí es inútil." Sin embargo, el concejal de la oposición, Patrick Leahy, protestó porque la abolición de la cámara daría como resultado que la Asamblea "pueda hacer lo que crea conveniente" y no rinda cuentas. El 26 de octubre de 1921, el Consejo se eliminó por votación; los miembros que votaron por la abolición eran conocidos como el "escuadrón suicida". El Consejo se levanta por última vez a las 20:37 horas de la tarde siguiente.
Los partidos no laboristas solicitaron al gobierno británico, pero el secretario colonial, Winston Churchill, concluyó que el asunto era "esencialmente uno para determinación local", y el gobernador se sintió "incapaz de decir que hay evidencia de un sentimiento fuerte o generalizado en el país en contra de que se dé este asentimiento". El 3 de marzo de 1922 se dio el Asentimiento Real, y 20 días después se proclamó la Ley en el Boletín Oficial, aboliendo el Consejo.
El punto de vista laborista fue resumido en 1980 por el político e historiador laborista Dr. Denis Murphy, quien afirmó que se había roto el "dominio de la riqueza y la propiedad sobre el parlamento de Queensland". Sin embargo, algunos académicos y comentaristas políticos han argumentado que los excesos de los años Bjelke-Petersen (1968-1987) en Queensland solo fueron posibles debido a la ausencia de una cámara de revisión, y que el problema no era el Consejo en sí sino su existencia. como un organismo designado en lugar de elegido (los consejos legislativos en todos los demás estados eran completamente electivos en 1900, excepto en Nueva Gales del Sur, donde algunas características nominativas duraron hasta la década de 1970.)
Varios independientes han apoyado en varios momentos la reintroducción de una cámara alta. Los Verdes de Queensland apoyan la reintroducción de una cámara alta elegida por representación proporcional. Ninguno de los principales partidos apoya actualmente la reintroducción de una cámara alta.

## Apoyo a la reinstauración
Desde 2012, algunos políticos han apoyado la reinstauración del Consejo Legislativo en el Parlamento de Queensland.
La senadora federal de los Verdes Larissa Waters, los diputados independientes Peter Wellington y Liz Cunningham, la líder de One Nation Pauline Hanson y el diputado de One Nation Stephen Andrew han apoyado públicamente el regreso de la cámara alta, creyendo que tanto los electores como los partidos políticos se beneficiarían con una representación más justa.
Sin embargo, el primer ministro de la LNP, Campbell Newman, y la primera ministra laborista, Annastacia Palaszczuk, han rechazado públicamente los llamamientos para que se restablezca la cámara alta.
El 11 de mayo de 2021, se presentó una petición en el parlamento presentada por el residente de Kallangur Daniel Boniface y patrocinada por el miembro de Mirani Stephen Andrew solicitando la celebración de un referéndum sobre la cuestión de restablecer el Consejo Legislativo. La petición fue firmada por 940 personas. En una carta dirigida a la Secretaria del Parlamento el 11 de junio de 2021, la primera ministra Annastacia Palaszczuk respondió que no había llevado el tema a la gente, ni era un tema que su gobierno pretendiera abordar.

## Lista de presidentes del Consejo Legislativo
| Miembro                   | Partido | Partido         | Tiempo en el cargo                            |
| ------------------------- | ------- | --------------- | --------------------------------------------- |
| Carlos Nicholson          |         | independiente   | 22 de mayo de 1860 - 26 de agosto de 1860     |
| Maurice Charles O'Connell |         | independiente   | 27 de agosto de 1860 - 23 de marzo de 1879    |
| Josué Peter Bell          |         | independiente   | 3 de abril de 1879 - 20 de diciembre de 1881  |
| Arthur Hunter Palmer      |         | independiente   | 24 de diciembre de 1881 - 20 de marzo de 1898 |
| Hugo Nelson               |         | ministerialista | 13 de abril de 1898 - 1 de enero de 1906      |
| Arturo Morgan             |         | ministerialista | 19 de enero de 1906 - 19 de diciembre de 1916 |
| William Hamilton          |         | laborista       | 15 de febrero de 1917 - 17 de agosto de 1920  |
| William Lennon            |         | laborista       | 18 de agosto de 1920 - 23 de marzo de 1922    |